# Henri PFR
Henri PFR, pseudoniem van Henri Peiffer (Brussel, 26 september 1995), is een Belgische dj, muzikant en componist.

## Biografie
Vanaf zijn zesde volgt hij gedurende negen jaar een klassieke opleiding voor piano en studeert hij notenleer. Rond zijn veertiende begon de jonge Henri belangstelling te tonen voor elektronische muziek.
Op het YouTube-kanaal 'La Belle musique' zette hij zijn eerste mixtape Summer Memories online, die met meer dan 7 miljoen weergaven de aandacht trok van het label Armada van Armin Van Buuren. Onder dit label bracht hij zijn eerste twee singles uit, waaronder Tarida.
Hij werkte samen met de Duitse producer Robin Schulz, voor wie hij het nummer Sugar remixte. Ze produceerden samen Wave Goodbye, een track op het album Sugar van Robin Schulz, uitgekomen in 2015.
Henri PFR bracht met het label Sony Music de volgende tracks uit: One People, Home en Until the End. Deze hits stonden in de Belgische hitlijsten en werden bekroond met een platina plaat.
In januari 2017 ontving hij op de D6bels Music Awards van Pure (Belgische radiozender) de prijs van grootste revelatie.
In maart 2017 gaf hij een optreden in de Brusselse concertzaal Ancienne Belgique, sindsdien staat zijn naam op de affiches van festivals als Ultra Music Festival, Tomorrowland en Lollapalooza.
In september 2017 werd hij geëerd door de provincie Waals-Brabant tijdens de Cérémonie des Orchidées waar hij een orchidee in ontvangst mocht nemen in de categorie cultuur voor zijn bijdrage aan de uitstraling van de provincie Waals-Brabant.
In oktober 2017, tijdens het Amsterdam Dance Event ontving hij op de Fun Radio DJ Awards, de prijs voor internationale ontdekking van het jaar.
Henri PFR heeft diverse remixen gemaakt voor vele internationale artiesten, onder wie Robin Schulz, Lost Frequencies, OMI en Editors.

## Discografie

### Singles
| Single                             | Jaar | Certificatie | Hitlijsten | Hitlijsten | Hitlijsten |
| Single                             | Jaar | Certificatie | BE (VL)    | Dance 50   | BE (WA)    |
| Single                             | Jaar | Certificatie | Piek       | Piek       | Piek       |
| ---------------------------------- | ---- | ------------ | ---------- | ---------- | ---------- |
| "Tarida" (met Stone Van Brooken)   | 2015 | -            | —          | —          | 52         |
| "Home"                             | 2016 | -            | Tip        | 45         | 45         |
| "Until the End" (met Raphaella)    | 2016 | Platina      | 11         | 7          | 3          |
| "Flames"                           | 2017 | Goud         | 74         | 17         | 14         |
| "In the Mood"                      | 2017 | -            | 19         | 8          | 8          |
| "Bullet" (met Ozark Henry)         | 2018 | -            | 65         | 37         | 76         |
| "Catching Butterflies" (met Hiddn) | 2018 | -            | 46         | —          | 31         |
| "Easy" (met Susan H)               | 2019 | –            | 58         | 26         | 53         |
| "Going On" (met Soran)             | 2019 | Goud         | 29         | 23         | 26         |
| "Loving Myself" (met Raphaella)    | 2019 | -            | 51         | 21         | 37         |